# Schweigen (Schweigen-Rechtenbach)
Schweigen ist mit rund 720 Einwohnern der größere Ortsteil der im rheinland-pfälzischen Landkreis Südliche Weinstraße liegenden Ortsgemeinde Schweigen-Rechtenbach.

## Lage
Der Ort liegt im südlichen Gemeindegebiet unmittelbar an der Grenze zu Frankreich und ist fast komplett von Weinbergen umgeben. Baulich ist er mit dem Ortsteil Rechtenbach zusammengewachsen. In Schweigen liegt das Deutsche Weintor, das den südlichen Beginn der Deutschen Weinstraße markiert.

## Geschichte
Schweigen war seit einem unbekannten Zeitpunkt Teil des Territoriums der Stadt Weißenburg, welche seit 1306 Reichsstadt war. Zusammen mit der Stadt wurde Schweigen 1648 Teil des Königreichs Frankreich.
Zur Neugründung der in der Reformationszeit untergegangenen katholischen Pfarrei stiftete der königlich französische Präfekt Johann Jakob Menweeg um das Jahr 1685 herum 20.000 Gulden aus seinem Privatvermögen.
Nachdem der Wiener Kongress auch die Gegend zwischen den Flüssen Lauter und Queich zuerst bei Frankreich beließ, wurde nach der erneuten Niederlage Napoleons 1815 diese Region von Frankreich abgetrennt. Als neue Grenzlinie diente in weiten Teilen schematisch die Lauter, wodurch auch traditionelle Zusammengehörigkeiten und Gemeinden geteilt wurden. So wurde Schweigen 1815 von seinem jahrhundertelangen Hauptort Weißenburg abgetrennt. Nach einem kurzen österreichischen Intermezzo gehörte das Dorf seit 1816 zur bayerischen Rheinpfalz und war seit 1939 Teil des Landkreises Bergzabern.
1945 wurde das Dorf Teil der französischen Besatzungszone und wechselte 1946 von Bayern zum neugegründeten Land Rheinland-Pfalz. Im Zuge der rheinland-pfälzischen Verwaltungsreform wurde es am 7. Juni 1969 mit dem Nachbarort Rechtenbach zur Gemeinde Schweigen-Rechtenbach zusammengelegt. Gleichzeitig wechselte die neue Gemeinde in den ebenfalls neu geschaffenen Landkreis Landau-Bad Bergzabern, der 1978 in Landkreis Südliche Weinstraße umbenannt wurde.

## Verkehr
Schweigen ist über die Buslinie 543, die die beiden Bahnhöfe Bad Bergzabern und Wissembourg miteinander verbindet, an das Nahverkehrsnetz angeschlossen.